# Norsälven
Der Norsälven (früherer Name Frika) ist ein Fluss in der schwedischen Provinz Värmlands län.
Er bildet den Abfluss des Nedre Fryken nördlich des Vänern.
Von dort fließt er über eine Strecke von 28 km zum Vänern.
Seine Mündung liegt etwa 10 km westlich von Karlstad.
Das Einzugsgebiet des Norsälven umfasst 4174 km².
Seine Quellflüsse Rottnan, Röjdan und Ljusnan sind Zuflüsse von Mellan-Fryken bzw. Övre Fryken.
Mit dem Quellfluss Ljusnan erreicht das Flusssystem des Norsälven eine Länge von 179 km.